# Vanja Brunzell

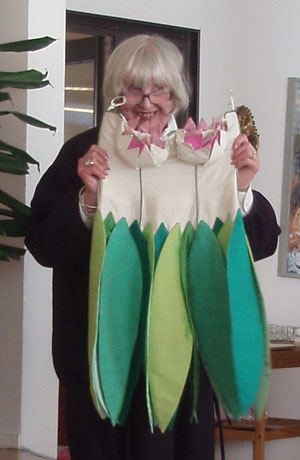
Vanja Brunzell med klänningen Liljekullar, 2007

Vanja Brunzell, född 12 augusti 1928 i Hallsberg, död 30 oktober 2010  i Uppsala, var en svensk klädskapare med snörbroderi och harlekinrutor som signum. Hon var verksam som dekoratör, scenograf, kostymtecknare, utsmyckare av kyrkor och offentliga institutioner samt klädskapare.

## Biografi
Brunzell bodde från 1952 i Uppsala och var åren 1955–2001 gift med Frans-Olof Brunzell.
Brunzell utbildade sig på Tillskärarakademien och på Konstfack samt hos en körsnär i sömnadshantverk och skinnsömnad, i måleri och till modist. Redan under sin utbildningstid på Konstfack engagerades Brunzell till Studentteatern i Uppsala som dekoratör. Hon arbetade även under flera år som kostymtecknare på Uppsala stadsteater, men slutade 1962 för att ägna sig åt sitt eget textila skapande. Till en början ägnade sig Brunzell åt textila bilder, vilket resulterade i ett flertal utställningar och uppdrag för offentlig utsmyckning, men hon övergick snart till att skapa kläder. När domkyrkan i Uppsala renoverades på 1970-talet fick Brunzell i uppdrag att utsmycka Sturekoret vilket ledde till Textil Fuga – en 50 kvadratmeter stor vävnad som det tog tre år att framställa.
Brunzell hade under många år sin ateljé vid Upplandsmuseet i Uppsala, och drev en butik i Gamla stan i Stockholm. I början av 1960-talet kom Brunzell till Österbybruk där hon var verksam resten av sitt liv. I Österbybruk inspirerades Brunzell av vallonbrukets historia och dess kläder och skapade bland annat en sadelmakarrock och sin egen version av smedsskjortan.

## Klädskapare
Brunzell hade ett stort intresse för svensk och nordisk historia och med inspiration från grundliga efterforskningar omtolkade hon dåtid till ett textilt nutida uttryck. Brunzell höll sin första historiska klädvisning på Historiska museet i Stockholm 1967 med utställningen ”Vår levande historia” med nutidskläder inspirerade av den tidiga historien. Den nordiska gudasagans myt syns till exempel i plagget Mimers Brunn och vikingatiden i till exempel Sköldmön. Sidenklänningen Liljekullar är ett exempel på hur Brunzell inspirerades av Carl von Linné, och även Gustav III och den tidens lekar inspirerade till plagg som Lila lekdräkt och Lovisa Ulrikas bibliotek – en klänning med kappa i siden med broderier i guldskinn, snören och pärlor samt Vit Hovdräkt. Även empirtiden tolkades i klänningen Meanderbården.

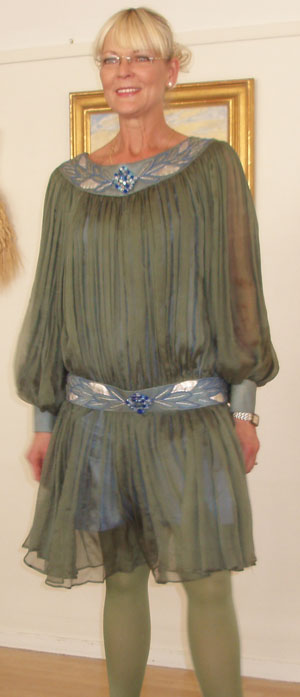
Mimers Brunn
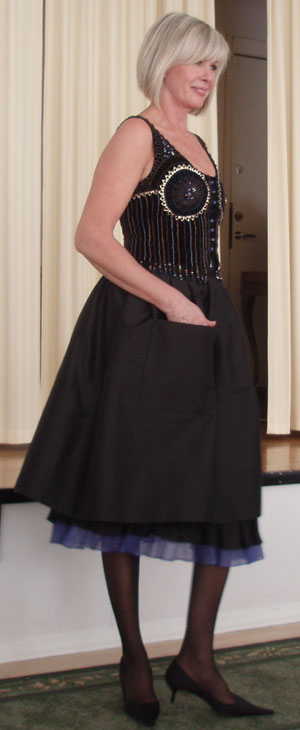
Sköldmön
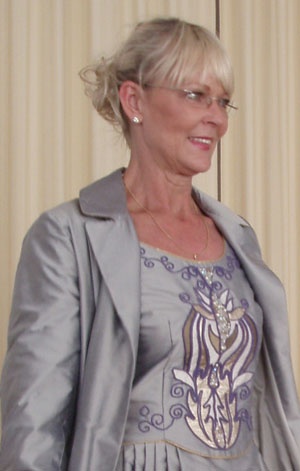
Lovisa Ulrikas Bibliotek
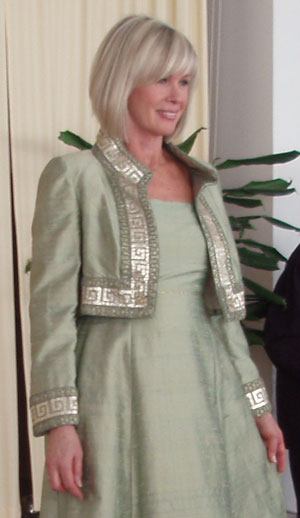
Meanderbården
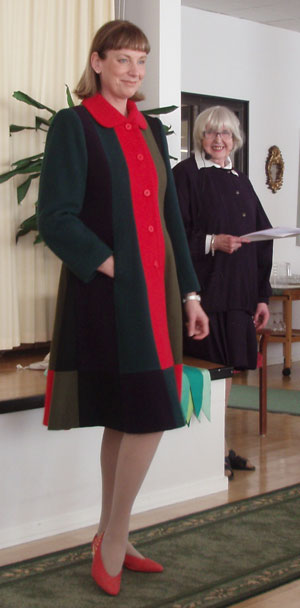
Medeltidskappa
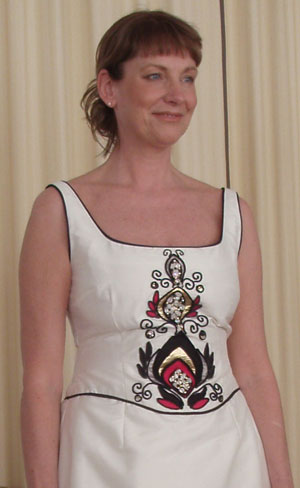
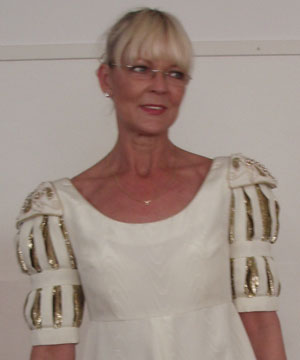
Vit Hovdräkt
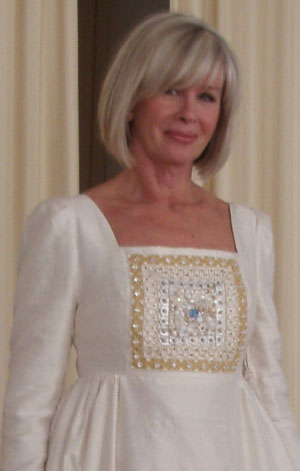
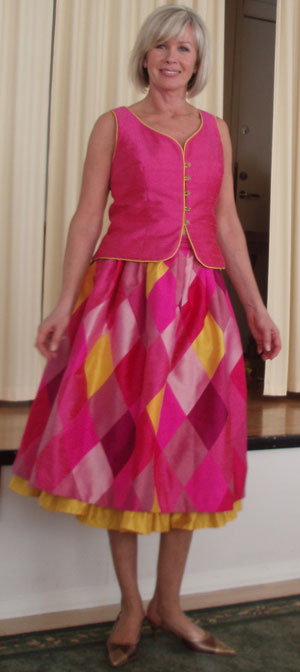
Harlekinkjol
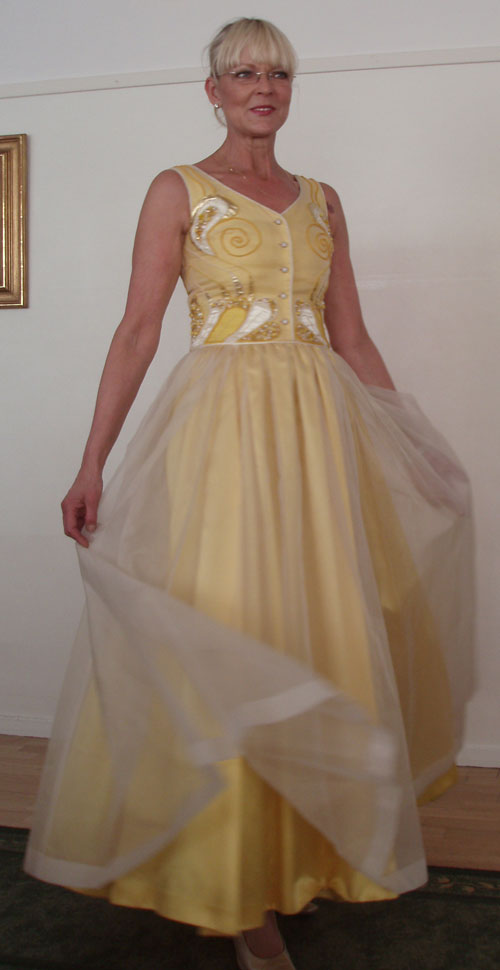
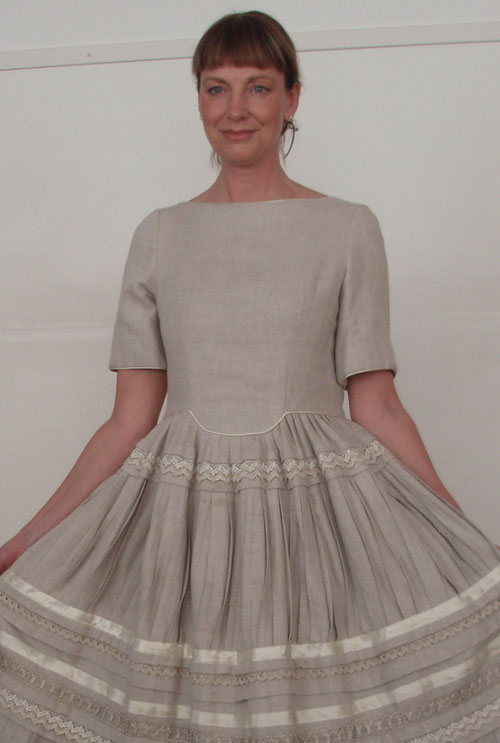
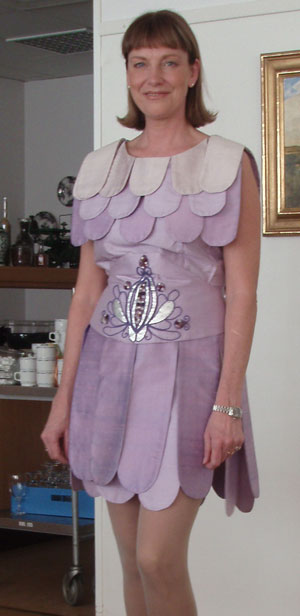
Lila lekdräkt

Under en tid med knapp ekonomi köpte Brunzell stuvbitar som sammanfogades i harlekinrutor till större tygstycken. Harlekinmosaiken var sedan återkommande i Brunzells skapande.
Brunzell har under sin karriär haft flera visningar, till exempel på galleri Doktor Glas i Stockholm vid utställningen ”Kläder i konsten och kläder som konst”; vid Nordiska museets utställning ”Drömmen om bilen” 1997; vid Konsthantverkarnas 25-årsjubileum på Waldemarsudde 1995; och på Stockholms slott 2005. Under mitten av 1990-talet hade Livrustkammaren programverksamheten ”Vår roliga historia” som bland annat innehöll evenemang i Kungsträdgården. Brunzell fick i uppdrag att stå för Livrustkammarens scenprogram med mannekänguppvisningar.

## Broderi
Brunzells broderier utmärks av snören och pärlor som ständigt återkommer i hennes kläder. Snören köptes och färgades i olika nyanser och tillsammans med olika sorters pärlor och applikationer, ofta av guld- eller silverskinn, skapades reliefartade bilder i unika broderier.

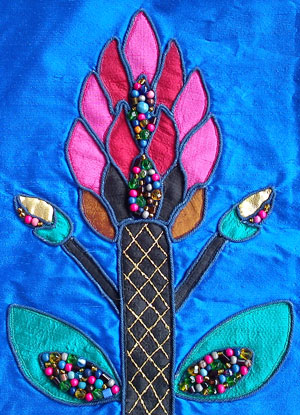
Exempel på snörbroderi av Vanja Brunzell
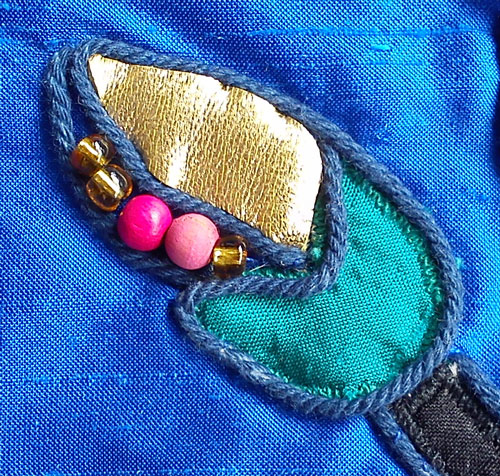
Detalj av snörbroderi med snöre, applikation och pärlor

## Utmärkelser och stipendier
- Konsthantverkarnas vänners utmärkelse Guldhanden 2005.[5]
- Årets Hantverksmästare i Uppsala 2006.[5]
- Sparbanksstiftelsestipendiat 2008.[5]

## Teater

### Kostym
| År   | Produktion               | Upphovsmän                                           | Regi                | Teater           |
| ---- | ------------------------ | ---------------------------------------------------- | ------------------- | ---------------- |
| 1958 | Revy-Tut                 | Evert Lindberg, Rune Ek, Stig Grybe och Bengt Janzon | Stig-Ossian Ericson | Casinoteatern    |
| 1960 | 11 44 99, revy           |                                                      | Stig-Ossian Ericson | Casinoteatern    |
| 1963 | Vi har fyr för oss, revy | Bros. Corp.                                          | Ragnar Sörman       | Boulevardteatern |